# Timothy Colombos
Timothy Colombos (* 14. Dezember 2004 in New York) ist ein US-amerikanischer Kinderdarsteller. Bekannt ist er durch die Rolle des Ethan Prescott in der Serie Magie Akademie.

## Leben
Colombos wurde im Jahr 2004 in New York geboren. Er besuchte die Schule Actor´s Garage. Im Alter von acht Jahren begann er mit dem Schauspielern. Er bekam die Rolle des Ethan Prescott, der Schützling von Ruby in der Nickelodeon-Serie Magie Akademie.

## Filmographie
- 2016: Magie Akademie